# Cymbidium omeiense
Cymbidium omeiense là một loài thực vật có hoa trong họ Lan. Loài này được Y.S.Wu & S.C.Chen mô tả khoa học đầu tiên năm 1966.